# Rhophodon minutissimus
Rhophodon minutissimus är en snäckart som beskrevs av Stanisic 1990. Rhophodon minutissimus ingår i släktet Rhophodon och familjen Charopidae. Inga underarter finns listade i Catalogue of Life.